# European Silver League 2024 (herrar)
European Silver League 2024 spelades mellan 17 maj och 13 juni 2024. Det var sjätte upplagan av turneringen och fyra herrlandslag från CEV:s medlemsförbund deltog. Israel vann turnering för första gången genom att besegra Österrike i finalen och gick därigenom upp till European Golden League 2025.

## Regelverk

### Format
Turneringen bestod av ett gruppspel där varje lag spelade totalt sex matcher (varje lag möttes två gånger). De två främsta lagen efter gruppspelet gick vidare till en final. Vinnaren av finalen kvalificerade sig för European Golden League 2025.

### Metod för att bestämma tabellplacering
Om slutresultatet blev 3-0 eller 3-1 tilldelades 3 poäng till det vinnande laget och 0 till det förlorande laget, om slutresultatet blev 3-2 tilldelades 2 poäng till det vinnande laget och 1 till det förlorande laget.
Lagens position i respektive grupp bestämdes utifrån (i tur och ordning):
- Antal vunna matcher
- Poäng
- Kvot vunna/förlorade set
- Kvot vunna/förlorade bollpoäng
- Inbördes möten

## Deltagande lag
| Lag       | Turnering                         | Deltog senast               |
| --------- | --------------------------------- | --------------------------- |
| Färöarna  | 5:a i European Silver League 2023 | European Silver League 2023 |
| Island    | Wild card                         | Debut                       |
| Israel    | Wild card                         | European Silver League 2021 |
| Österrike | 3:a i European Silver League 2023 | European Silver League 2023 |

## Turneringen

### Gruppspel[5]

#### Grupp 1
| 17 maj 2024 Íþróttahúsið Digranes, Kópavogur Speltid: 1:50 - Åskådare: 145 | Färöarna | 1 - 3 | Island   | 21-25, 26-24, 22-25, 25-27 |
| 18 maj 2024 Íþróttahúsið Digranes, Kópavogur Speltid: 1:01 - Åskådare: 0   | Israel   | 3 - 0 | Färöarna | 25-11, 25-12, 25-13        |
| 19 maj 2024 Íþróttahúsið Digranes, Kópavogur Speltid: 1:05 - Åskådare: 80  | Island   | 0 - 3 | Israel   | 15-25, 11-25, 12-25        |

#### Grupp 2
| 24 maj 2024 Samkomuhøll, Tórshavn Speltid: 1:19 - Åskådare: 130 | Island    | 0 - 3 | Färöarna  | 24-26, 23-25, 19-25 |
| 25 maj 2024 Samkomuhøll, Tórshavn Speltid: 1:16 - Åskådare: 30  | Österrike | 3 - 0 | Island    | 25-20, 25-23, 25-19 |
| 26 maj 2024 Samkomuhøll, Tórshavn Speltid: 1:01 - Åskådare: 90  | Färöarna  | 0 - 3 | Österrike | 18-25, 16-25, 13-25 |

#### Grupp 3
| 31 maj 2024 Sportska sala Park, Strumica Speltid: 1:03 - Åskådare: 0 | Island    | 0 - 3 | Israel    | 14-25, 14-25, 10-25               |
| 1 juni 2024 Sportska sala Park, Strumica Speltid: 1:17 - Åskådare: 0 | Österrike | 3 - 0 | Island    | 25-16, 34-32, 25-14               |
| 2 juni 2024 Sportska sala Park, Strumica Speltid: 2:21 - Åskådare: 0 | Israel    | 3 - 2 | Österrike | 25-23, 25-17, 26-28, 23-25, 16-14 |

#### Grupp 4
| 7 juni 2024 Johann-Pölz-Halle, Amstetten Speltid: 1:05 - Åskådare: 240 | Färöarna  | 0 - 3 | Österrike | 14-25, 14-25, 15-25 |
| 8 juni 2024 Johann-Pölz-Halle, Amstetten Speltid: 1:08 - Åskådare: 30  | Israel    | 3 - 0 | Färöarna  | 25-17, 25-9, 25-19  |
| 9 juni 2024 Johann-Pölz-Halle, Amstetten Speltid: 1:26 - Åskådare: 450 | Österrike | 0 - 3 | Israel    | 20-25, 21-25, 15-25 |

#### Sluttabell[4]
| Pos. | Lag       | P  | S | V | F | VS | FS | Kvot  | VP  | FP  | Kvot  |
| ---- | --------- | -- | - | - | - | -- | -- | ----- | --- | --- | ----- |
| 1.   | Israel    | 17 | 6 | 6 | 0 | 18 | 2  | 9,000 | 490 | 320 | 1,531 |
| 2.   | Österrike | 13 | 6 | 4 | 2 | 14 | 6  | 2,333 | 472 | 404 | 1,168 |
| 3.   | Färöarna  | 3  | 6 | 1 | 5 | 4  | 15 | 0,266 | 341 | 467 | 0,730 |
| 4.   | Island    | 3  | 6 | 1 | 5 | 3  | 16 | 0,187 | 367 | 479 | 0,766 |

      Kvalificerade för final.

### Final[6]
| 13 juni 2024 Raiffeisen Volleydome, Ried im Innkreis Speltid: 2:34 - Åskådare: 540 | Israel | 3 - 2 | Österrike | 22-25, 25-27, 25-19, 29-27, 16-14 |

## Slutplaceringar
| Pos | Lag       | Vidare till                 |
| --- | --------- | --------------------------- |
|     | Israel    | European Golden League 2025 |
|     | Österrike |                             |
| 3   | Färöarna  |                             |
| 4   | Island    |                             |